# Джексон, Сидней Львович
Си́дней Льво́вич Дже́ксон (англ. Sydney Jackson, вариант фамилии — Джаксо́н; 14 апреля 1886 года; Нью-Йорк, США — 1966 год (вероятно, 5 января); Ташкент, Узбекская ССР, СССР) — американский и советский боксёр и тренер. Заслуженный тренер СССР (1957), судья всесоюзной категории (1948, 1957). Отличник физической культуры (1947).

## Биография
Родился в Нью-Йорке в 1886 году, в еврейской семье. Жил в Бронксе, на Брук Авеню. Его отец, работавший на местном химическом предприятии, скончался от туберкулеза, когда сыну было 6 лет. В 12 лет мальчик начал заниматься боксом в местном боксёрском клубе «Bronx Ridgeon Club». В возрасте восемнадцати лет перешёл в профессионалы. Был профессиональным боксёром в США и готовился к матчу на звание чемпиона мира в лёгком весе.
В начале Первой мировой войны попав в Российскую империю, остался здесь насовсем. После образования СССР также не уехал. Работал тренером по боксу в Ташкенте, внёс большой вклад в развитие бокса в Средней Азии. Сформировав спортивный актив, вёл большую учебно-методическую работу с тренерами, общественную работу в Федерации бокса Узбекской ССР.
Многие из его воспитанников стали впоследствии известными боксёрами и тренерами; среди них почётный мастер спорта СССР Владимир Агаронов; серебряный призёр чемпионата СССР Иосиф Будман; заслуженные тренеры СССР Борис Гранаткин и Юрий Бухман; чемпион Узбекской ССР и Средней Азии Владимир Карпов, он также Герой Советского Союза (1944), писатель, автор книг о Великой Отечественной войне; чемпион Средней Азии, первый председатель (президент) Федерации бокса СССР, ставший известным писателем и общественным деятелем Георгий Свиридов; чемпион Республики Узбекистан Андрей Борзенко, прошедший в годы войны через немецкий концлагерь Бухенвальд, — прототип героя романа Георгия Свиридова «Ринг за колючей проволокой».
Похоронен на Боткинском кладбище Ташкента.

## В литературе
При жизни Сиднея Джексона советский писатель Георгий Свиридов написал и опубликовал повесть «Джексон остаётся в России» (М.: Физкультура и спорт, 1963) — художественное произведение о судьбе и жизни боксёра. Один из дарственных экземпляров автор вручил заглавному герою своей книги Сиднею Джексону.